# إس إس إن (رواية)
إس إس إن SSN هي رواية إثارة تقنية للكاتب الأمريكي توم كلانسي، بالاشتراك مع مارتن غرينبرغ. ونشرت في 1 ديسمبر 1996.

## القصة
تدور الأحداث حول المهام التي تقوم بها الغواصة النووية «يو إس إس تشيني» التابعة للبحرية الأمريكية، وذلك خلال حرب خيالية بين الولايات المتحدة والصين على جزر سبراتلي. وهي الرواية الثانية للكاتب والتي لم تدرج ضمن سلسلة الروايات التي تدور حول شخصية «جاك رايان». والرواية الأولى كانت «صعود العاصفة الحمراء» (1986).